# 1964 في إيطاليا
فيما يلي قوائم الأحداث التي وقعت خلال عام 1964 في إيطاليا.

## سياسة

### تعيين في المنصب
- 6 ديسمبر – أنطونيو سينيي عضو مجلس الشيوخ مدى الحياة.
- 28 ديسمبر – ألدو مورو وزير الخارجية.
- 29 ديسمبر – جوزيبي ساراغات رئيس إيطاليا.

### انتهاء فترة المنصب
- 21 أغسطس – بالميرو تولياتي عضو مجلس النواب في الجمهورية الإيطالية.
- 6 ديسمبر – أنطونيو سينيي رئيس إيطاليا.

## رياضة
- 1 يناير – ميلان-سان ريمو 1964 الفائزون توم سيمبسون، Willy Bocklant [الإنجليزية]‏، رايمون بوليدور.

## أحداث
- 15 ديسمبر، إطلاق القمر الاصطناعي سان ماركو 1، أول قمر اصطناعي إيطالي.

## ظهور
- 1 يناير – مجلة فوغ الإيطالية

## أفلام
من الأفلام التي صدرت هذه السنة في إيطاليا:
- 1 يناير – آخر رجل على الأرض من إخراج Ubaldo Ragona [الإنجليزية]‏، Sidney Salkow [الإنجليزية]‏.
- 1 يناير – الزنبقة السوداء من إخراج Christian-Jaque [الإنجليزية]‏.
- 1 يناير – فانتوماس من إخراج Haroun Tazieff [الإنجليزية]‏، أندري هونبال.

## مواليد

### يناير
- 1 يناير – جوليو مقلي
- 1 يناير – سيرجيو كانافيرو جراح أعصاب إيطالي ومؤلف.
- 1 يناير – ماركو فاسوني
- 3 يناير – روبرتو كرافيرو لاعب كرة قدم إيطالي.
- 4 يناير – باتريشيا كراوس مغنية إسبانية.
- 6 يناير – دافيدي بالارديني لاعب كرة قدم إيطالي.
- 20 يناير – ماسيمو أغوستيني لاعب كرة قدم إيطالي.

### فبراير
- 10 فبراير – فرانشيسكا نيري ممثلة إيطالية.
- 25 فبراير – ماسيميليانو ناردوكسي لاعب كرة مضرب إيطالي.

### مارس
- 15 مارس – فرناندو دي نابولي لاعب كرة قدم إيطالي.
- 18 مارس – أليكس كافي سائق سيارة سباق إيطالي.
- 19 مارس – نيكولا لاريني سائق سيارة سباق إيطالي.
- 23 مارس – دومينيكو دي كارلو لاعب ومدرب كرة قدم إيطالي.
- 31 مارس – إيزابيلا فيراري مهرجنات.

### أبريل
- 3 أبريل – ماركو بالوتا لاعب كرة قدم إيطالي.
- 12 أبريل – ماركو بيرجامو دراج إيطالي.

### مايو
- 4 مايو – روكو سيفريدي
- 7 مايو – جيوسيبي ياكيني
- 7 مايو – ماسيمو سيرو لاعب كرة مضرب إيطالي.
- 30 مايو – أندريا مونترميني سائق سيارة سباق إيطالي.

### يونيو
- 1 يونيو – برونو كازانوفا متسابق دراجات نارية إيطالي.
- 20 يونيو – بيرفرانسيسكو شيلي متسابق دراجات نارية إيطالي.
- 28 يونيو – سابرينا فيريللي ممثلة إيطالية.

### يوليو
- 9 يوليو – جانلوكا فيالي لاعب ومدرب كرة قدم إيطالي.
- 20 يوليو – سيباستيانو روسي لاعب كرة قدم إيطالي.

### أغسطس
- 1 أغسطس – كاسبار كاباروني ممثل إيطالي.
- 7 أغسطس – ماريو سكيريا دراج إيطالي.
- 16 أغسطس – ماري ميلون أستاذة جامعية إيطالية.
- 20 أغسطس – جوزيبي جانيني لاعب ومدرب كرة قدم إيطالي.
- 20 أغسطس – فرانكو فونا درّاج طريق إيطالي.

### سبتمبر
- 9 سبتمبر – ماركو روسي
- 19 سبتمبر – إنريكو برتاجيا
- 23 سبتمبر – أوغوستو بينيلي لاعب كرة سلة إيطالي.
- 30 سبتمبر – مونيكا بيلوتشي ممثلة إيطالية.

### أكتوبر
- 13 أكتوبر – ماركو ترافاليو صحفي إيطالي.
- 15 أكتوبر – روبرتو فيتوري

### نوفمبر
- 15 نوفمبر – ماورو فيوري مصور سينمائي أمريكي.
- 16 نوفمبر – فالريا بروني تيديسكي
- 27 نوفمبر – روبرتو مانشيني لاعب ومدرب كرة قدم إيطالي.

### ديسمبر
- 1 ديسمبر – سالفاتوري سكيلاتشي لاعب كرة قدم إيطالي.
- 11 ديسمبر – فرانكو باليريني درّاج طريق إيطالي.
- 16 ديسمبر – روبرتو كونتي درّاج طريق إيطالي.
- 21 ديسمبر – ألساندرو باشي

## وفيات

### مايو
- 22 مايو – إستفان روستي (مواليد 1891) ممثل مصري.

### أغسطس
- 21 أغسطس – بالميرو تولياتي (مواليد 1893) سياسي إيطالي.

### سبتمبر
- 3 سبتمبر – ماريو لوسياني (مواليد 1903) درّاج طريق إيطالي.

### أكتوبر
- 6 أكتوبر – بييترو سيرانتوني (مواليد 1906) لاعب ومدرب كرة قدم إيطالي.
- 20 أكتوبر – أنطونيو دي فرانسيسكو (مواليد 1887) فنان أمريكي.